# Pip Ivan
Pip Ivan (in ucraino Піп Іван, letteralmente vuol dire "Prete Ivan") è la terza vetta più alta della catena montuosa di Čornohora (nei Carpazi). Si trova a sud-est della fine della catena, a cavallo tra l'Oblast' di Ivano-Frankivs'k e l'Oblast' della Transcarpazia. Ha ottenuto questo nome perché la cima ricordava un prete in abito talare. Al giorno d'oggi da quella cima sono rimaste solo le macerie di pietra senza una forma precisa.

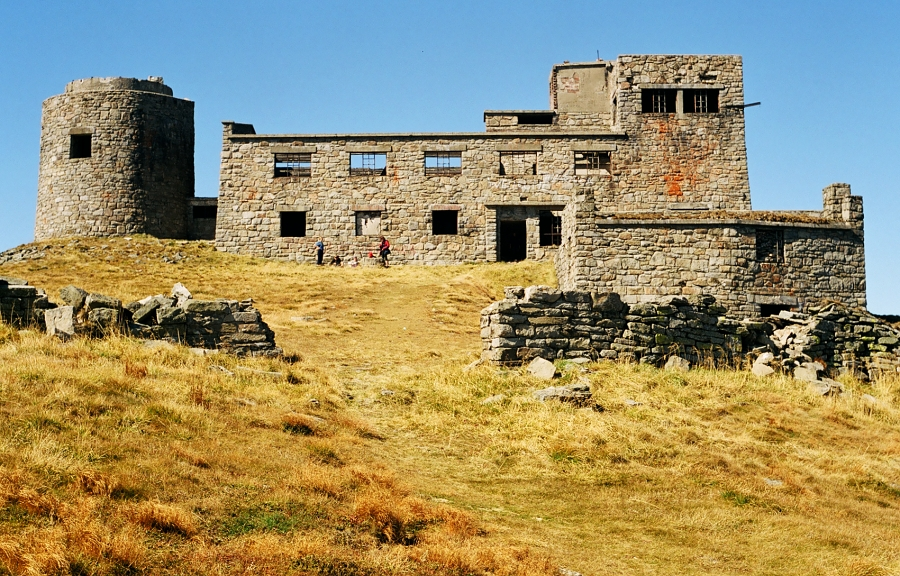
Pip Ivan e i ruderi dell'osservatorio

Raggiunge la quota di 2.028 metri sul livello del mare e ha una forma piramidale.
È composta da arenite. È coperto da cespugli, ginepri e abetaie (fino all'altezza dei 1500-1600 metri). Il monte si trova nel parco statale nazionale dei Carpazi.
Sulle mappe polacche dell'anteguerra la vetta era segnata come "palo №16". Negli anni 1936-1938, il governo polacco costruì sulla cima del monte un impressionante edificio: l'Osservatorio astronomico e meteorologico, che era comunemente chiamato "Biały Sloń" (tradotto dal polacco vuol dire "Elefante Bianco"). Oggi la costruzione è in rovine.
La montagna oggi è oggetto di turismo.